# Parafia Ducha Świętego w Wilnie
Parafia Ducha Świętego w Wilnie – rzymskokatolicka parafia znajdująca się w Wilnie, w archidiecezji wileńskiej w dekanacie wileńskim I. Obecnie jedyna parafia w mieście, w której liturgię sprawuje się wyłącznie w języku polskim.
Od 1941 r. proboszczem parafii był ks. Romuald Świrkowski. Po ataku Niemiec na ZSRR i zajęciu Wilna brał udział w akcji pomocy prześladowanym Żydom, udzielając fikcyjnych chrztów, dostarczając dowody tożsamości i ułatwiając schronienie. Został aresztowany przez Niemców 15 stycznia 1942 r. i osadzony w więzieniu na Łukiszkach, gdzie był torturowany. Oskarżono go o przynależność do kierownictwa wileńskiego ZWZ i przetrzymywano w pojedynczej celi. 5 maja 1942 r. został zamordowany przez Litwinów w Ponarach, w grupie Żydów i młodych Polaków z więzienia na Łukiszkach. Na miejscu kaźni miał uklęknąć i „modląc się, zwrócony twarzą ku przywiezionym razem z nim chłopcom, uczynić znak krzyża”.